# Dänische Badminton-Mannschaftsmeisterschaft 2014/15
In der Dänischen Badminton-Mannschaftsmeisterschaft 2014/15 siegte im Finale der Greve Strands BK.

## Vorrunde
| Platz | Team                   | Spiele | Siege | Score | Sätze   | Punkte |
| ----- | ---------------------- | ------ | ----- | ----- | ------- | ------ |
| 1     | Team Skælskør-Slagelse | 9      | 7     | 38-18 | 130-72  | 23     |
| 2     | Aarhus AB              | 9      | 8     | 36-22 | 122-86  | 20     |
| 3     | Skovshoved IF          | 9      | 6     | 34-24 | 120-89  | 18     |
| 4     | Greve Strands BK       | 9      | 6     | 34-24 | 106-85  | 18     |
| 5     | Værløse BK             | 9      | 5     | 29-28 | 101-104 | 14     |
| 6     | Odense BK              | 9      | 4     | 30-29 | 109-114 | 13     |
| 7     | Solrød Strand BK       | 9      | 4     | 28-29 | 107-101 | 13     |
| 8     | Gentofte BK            | 9      | 3     | 25-32 | 89-110  | 8      |
| 9     | Vendsyssel BK          | 9      | 2     | 17-38 | 72-124  | 7      |
| 10    | Højbjerg BK            | 9      | 0     | 14-41 | 67-138  | 1      |

## Spiel um Platz 3
- Team Skælskør-Slagelse – Aarhus AB 4:1

## Finale
- Skovshoved IF – Greve Strands BK 2:4